# Giovanni Berchet
Giovanni Berchet (n. 23 decembrie 1783, Milano, Ducatul Milanului – d. 23 decembrie 1851, Torino, Regatul Sardiniei) a fost un poet italian, participant la mișcarea carbonarilor.
Este considerat cel mai popular poet al mișcării "Risorgimento".

## Opera
- 1816: Scrisoare semiserioasă a lui Crisostomo către fiul său ("Lettera semiseria di Crisostomo a suo figlio");
- 1824: Refugiații din Parga ("I profughi di Parga");
- 1829: Fantezii ("Fantasie").

A fost unul din întemeietorii revistei Il conciliatore.